# Ридель (лунный кратер)
Кратер Ридель (лат. Riedel) — крупный древний ударный кратер в южном полушарии обратной стороны Луны. Название присвоено в честь немецких инженеров в области ракетной техники Клауса Риделя (1907—1944) и Вальтера Риделя (1902—1968); утверждено Международным астрономическим союзом в 1970 г. Образование кратера относится к нектарскому периоду.

## Описание кратера

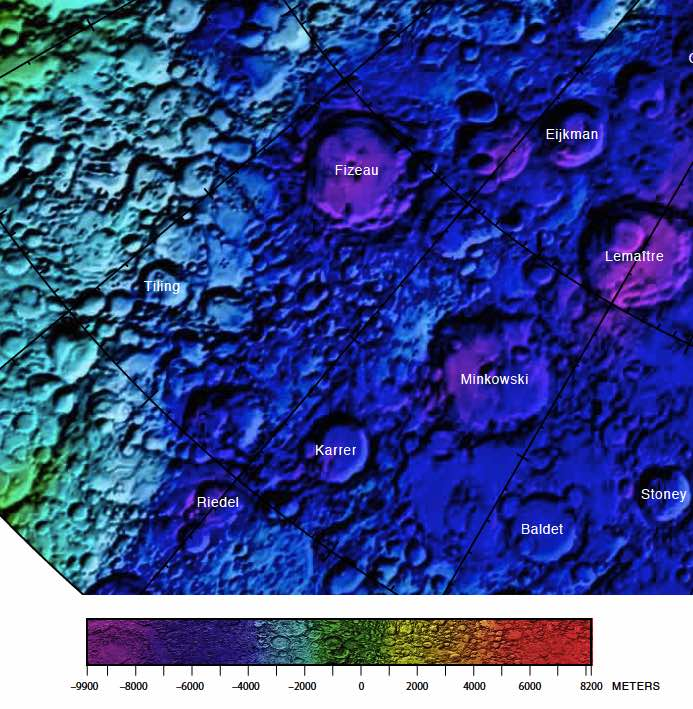
Окрестности кратера Ридель. Фрагмент карты области южного полюса Луны.

Ближайшими соседями кратера являются кратер Гриссом на западе-северо-западе; кратер Ливитт на севере; кратер Тилинг на юго-востоке и кратер Каррер на юге-юго-западе. Селенографические координаты центра кратера 48°53′ ю. ш. 140°03′ з. д. / 48,89° ю. ш. 140,05° з. д., диаметр 49,1 км, глубина 2,3 км.
Кратер имеет близкую к циркулярной форму и значительно разрушен. Вал сглажен, юго-западная часть вала перекрыта небольшим кратером. Внутренний склон вала имеет слабые следы террасовидной структуры в северо-западной части. Высота вала над окружающей местностью достигает 1100 м, объем кратера составляет приблизительно 1700 км³. Дно чаши пересеченное, отмечено множеством мелких кратеров, без приметных структур.

## Сателлитные кратеры

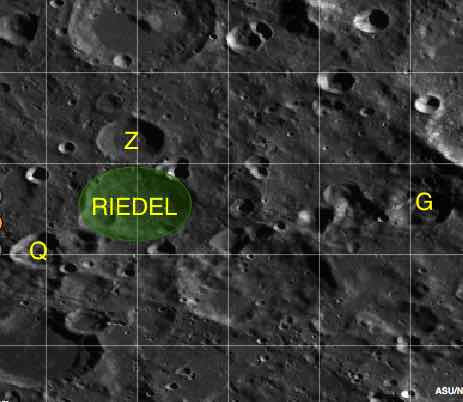
Фрагмент изображения с сайта МАС.

| Ридель | Координаты                                              | Диаметр, км |
| ------ | ------------------------------------------------------- | ----------- |
| G      | 49°01′ ю. ш. 133°44′ з. д. / 49,02° ю. ш. 133,74° з. д. | 25,0        |
| Q      | 49°58′ ю. ш. 142°13′ з. д. / 49,96° ю. ш. 142,21° з. д. | 23,4        |
| Z      | 47°28′ ю. ш. 140°10′ з. д. / 47,47° ю. ш. 140,16° з. д. | 29,8        |